# Suriname nos Jogos Olímpicos de Verão de 2024
Suriname participou dos Jogos Olímpicos de Verão de 2024, realizados em Paris, na França. Foi a 15.ª aparição do país nos Jogos Olímpicos de Verão desde a estreia em Roma 1960.
Foi representado por cinco atletas que competiram em quatro esportes, mas nenhum conquistou medalhas.

## Competidores
Esta foi a participação por modalidade nesta edição:
| Esporte   | Masculino | Feminino | Total |
| --------- | --------- | -------- | ----- |
| Atletismo | 1         | 0        | 1     |
| Badminton | 1         | 0        | 1     |
| Ciclismo  | 1         | 0        | 1     |
| Natação   | 1         | 1        | 2     |
| Total     | 4         | 1        | 5     |

## Desempenho

### Atletismo
Masculino
Eventos de pista
| Atleta      | Evento | Preliminar | Preliminar | Baterias    | Baterias    | Semifinal   | Semifinal   | Final       | Final       | Ref.  |
| Atleta      | Evento | Tempo      | Pos.       | Tempo       | Pos.        | Tempo       | Pos.        | Tempo       | Pos.        | Ref.  |
| ----------- | ------ | ---------- | ---------- | ----------- | ----------- | ----------- | ----------- | ----------- | ----------- | ----- |
| Jalen Lisse | 100 m  | 10.64      | 4          | Não avançou | Não avançou | Não avançou | Não avançou | Não avançou | Não avançou | [ 5 ] |

### Badminton
Masculino
| Atleta     | Evento  | Fase de grupos       | Fase de grupos         | Fase de grupos | Oitavas              | Quartas              | Semifinal            | Final / DB           | Final / DB  | Ref.  |
| Atleta     | Evento  | Adversário Resultado | Adversário Resultado   | Pos.           | Adversário Resultado | Adversário Resultado | Adversário Resultado | Adversário Resultado | Pos.        | Ref.  |
| ---------- | ------- | -------------------- | ---------------------- | -------------- | -------------------- | -------------------- | -------------------- | -------------------- | ----------- | ----- |
| Sören Opti | Simples | CHN Shi Y D 0–2      | ITA G Toti D 0–1, ret. | 3              | Não avançou          | Não avançou          | Não avançou          | Não avançou          | Não avançou | [ 6 ] |

### Ciclismo

#### Pista
Velocidade
| Atleta          | Evento    | Qualificação     | Qualificação | Rodada 1                         | Repescagem 1                            | Rodada 2                       | Repescagem 2                | Oitavas                     | Repescagem 3                | Quartas                     | Semifinal                   | Final / DB                  | Final / DB  | Ref.  |
| Atleta          | Evento    | Tempo Vel (km/h) | Pos.         | Adversário Tempo Vel (km/h)      | Adversário Tempo Vel (km/h)             | Adversário Tempo Vel (km/h)    | Adversário Tempo Vel (km/h) | Adversário Tempo Vel (km/h) | Adversário Tempo Vel (km/h) | Adversário Tempo Vel (km/h) | Adversário Tempo Vel (km/h) | Adversário Tempo Vel (km/h) | Pos.        | Ref.  |
| --------------- | --------- | ---------------- | ------------ | -------------------------------- | --------------------------------------- | ------------------------------ | --------------------------- | --------------------------- | --------------------------- | --------------------------- | --------------------------- | --------------------------- | ----------- | ----- |
| Jaïr Tjon En Fa | Masculino | 9.637 74.712     | 23 Q         | AUS M Richardson D +0.150 74.496 | GER L Spiegel CHN Zhou Y V 9.999 72.007 | ISR M Iakovlev D +0.157 72.764 | POL M Rudyk D +0.054 72.963 | Não avançou                 | Não avançou                 | Não avançou                 | Não avançou                 | Não avançou                 | Não avançou | [ 7 ] |

Keirin
| Atleta          | Evento    | Rodada 1 | Repescagem | Quartas     | Semifinal   | Final       | Ref.  |
| Atleta          | Evento    | Pos.     | Pos.       | Pos.        | Pos.        | Pos.        | Ref.  |
| --------------- | --------- | -------- | ---------- | ----------- | ----------- | ----------- | ----- |
| Jaïr Tjon En Fa | Masculino | 4        | 4          | Não avançou | Não avançou | Não avançou | [ 7 ] |

### Natação
Masculino
| Atleta      | Evento      | Eliminatórias | Eliminatórias | Semifinal   | Semifinal   | Final       | Final       | Ref.  |
| Atleta      | Evento      | Tempo         | Pos.          | Tempo       | Pos.        | Tempo       | Pos.        | Ref.  |
| ----------- | ----------- | ------------- | ------------- | ----------- | ----------- | ----------- | ----------- | ----- |
| Irvin Hoost | 100 m livre | 52.99         | 68            | Não avançou | Não avançou | Não avançou | Não avançou | [ 8 ] |

Feminino
| Atleta          | Evento     | Eliminatórias | Eliminatórias | Semifinal   | Semifinal   | Final       | Final       | Ref.  |
| Atleta          | Evento     | Tempo         | Pos.          | Tempo       | Pos.        | Tempo       | Pos.        | Ref.  |
| --------------- | ---------- | ------------- | ------------- | ----------- | ----------- | ----------- | ----------- | ----- |
| Kaelyn Djoparto | 50 m livre | 29.99         | 61            | Não avançou | Não avançou | Não avançou | Não avançou | [ 9 ] |